# Hugo Weaving

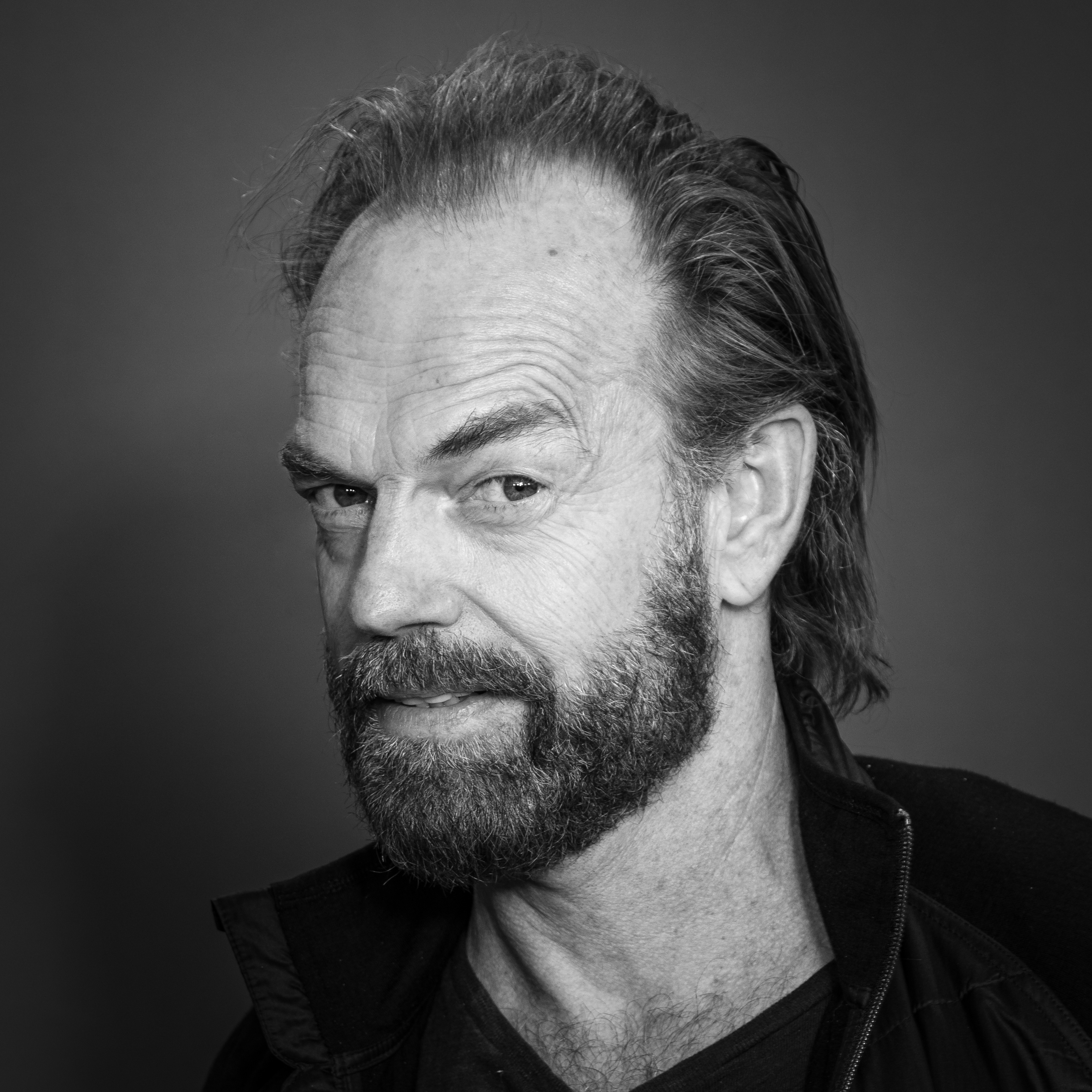
Hugo Weaving (Internationale Filmfestspiele Berlin 2018)

Hugo Wallace Weaving AO (* 4. April 1960 in Ibadan, Nigeria) ist ein britisch-australischer Schauspieler und Synchronsprecher. Bekanntheit erlangte er hauptsächlich durch die Darstellung des Agent Smith in der Matrix-Trilogie und des Elben Elrond in Peter Jacksons Trilogien Der Herr der Ringe und Der Hobbit.

## Leben
Weaving wurde in Nigeria als Sohn britischer Eltern geboren. Sein Vater war von Beruf Seismologe. Weaving verbrachte seine Kindheit mit seinen Eltern, seinem älteren Bruder Simon und seiner jüngeren Schwester Anna in Südafrika und dem Vereinigten Königreich. 1976 zog er nach Australien und begann eine Schauspielkarriere. Nach dem Abschluss an der Knox Grammar School in Sydney und dem National Institute of Dramatic Art, das auch Schauspielgrößen wie Mel Gibson und Geoffrey Rush hervorgebracht hat, baute er sich eine erfolgreiche Bühnen- und Filmkarriere auf.
Seine Schauspiellaufbahn begann er mit diversen australischen Fernsehserien und Filmen. 1989 war er neben Nicole Kidman in der Miniserie Bangkok Hilton in einer der größeren Rollen zu sehen. 1991 erhielt er einen Australian Film Institute Award als bester Darsteller für seine Hauptrolle in dem Low-Budget-Film Proof – Der Beweis.
Erste internationale Aufmerksamkeit erhielt Weaving 1994 für die Darstellung der Hauptrolle in Priscilla – Königin der Wüste. Weltweite Bekanntheit erlangte er durch die Rollen als Agent Smith in der Matrix-Trilogie (1999–2003) und des Elben Elrond in der Filmtrilogie Der Herr der Ringe (2001–2003).
2005 sprang er bei bereits laufenden Dreharbeiten als durchweg maskierter Hauptdarsteller in dem Film V wie Vendetta für seinen Kollegen James Purefoy ein, der wegen künstlerischer Differenzen mit der Regie aus dem Projekt ausgestiegen war. Die meisten Szenen des Films wurden mit Weaving gedreht, die mit Purefoy entstandenen Aufnahmen wurden von Weaving nachsynchronisiert. In der deutschen Fassung wird Weaving von Oliver Stritzel synchronisiert.
2006 stand er in der Brooklyn Academy of Music neben Cate Blanchett in der Inszenierung des Henrik-Ibsen-Stückes Hedda Gabler der Sydney Theatre Company auf der Bühne. Ab dem Jahr 2007 übernahm Weaving die Stimme Megatrons im Transformers-Franchise von Regisseur Michael Bay. Im Jahr 2010 stand Weaving in Joe Johnstons Wolfman als ermittelnder Inspektor vor der Kamera. Ein Jahr darauf folgte dann die Rolle des Nazi-Schurken Red Skull in der Comicverfilmung Captain America: The First Avenger, bei der Johnston erneut Regie führte.
2012 übernahm er in Peter Jacksons Adaption des Hobbit erneut die Rolle des Elrond. Der erste Film startete im Winter 2012 unter dem Titel Der Hobbit: Eine unerwartete Reise in den Kinos. Im dritten und letzten Teil der Reihe, welcher im Dezember 2014 anlief, trat Weaving ebenfalls noch einmal in seiner Rolle als Elbenfürst auf.
Im Deutschen sprach ihn bis 2011 zumeist Hans-Jürgen Wolf, in etwaigen Filmen wurde er auch von Oliver Stritzel synchronisiert. Seit 2012 wird er von Wolfgang Condrus gesprochen, welcher ihm bereits in den Herr-der-Ringe-Filmen seine Stimme geliehen hat.

## Persönliches
Der an Epilepsie leidende Weaving lebt mit seiner Frau Katrina Greenwood und seinen beiden Kindern in Sydney. Er ist ein aktiver Unterstützer und Spender der Umweltorganisation Voiceless, die sich für die australischen Tierrechte einsetzt.

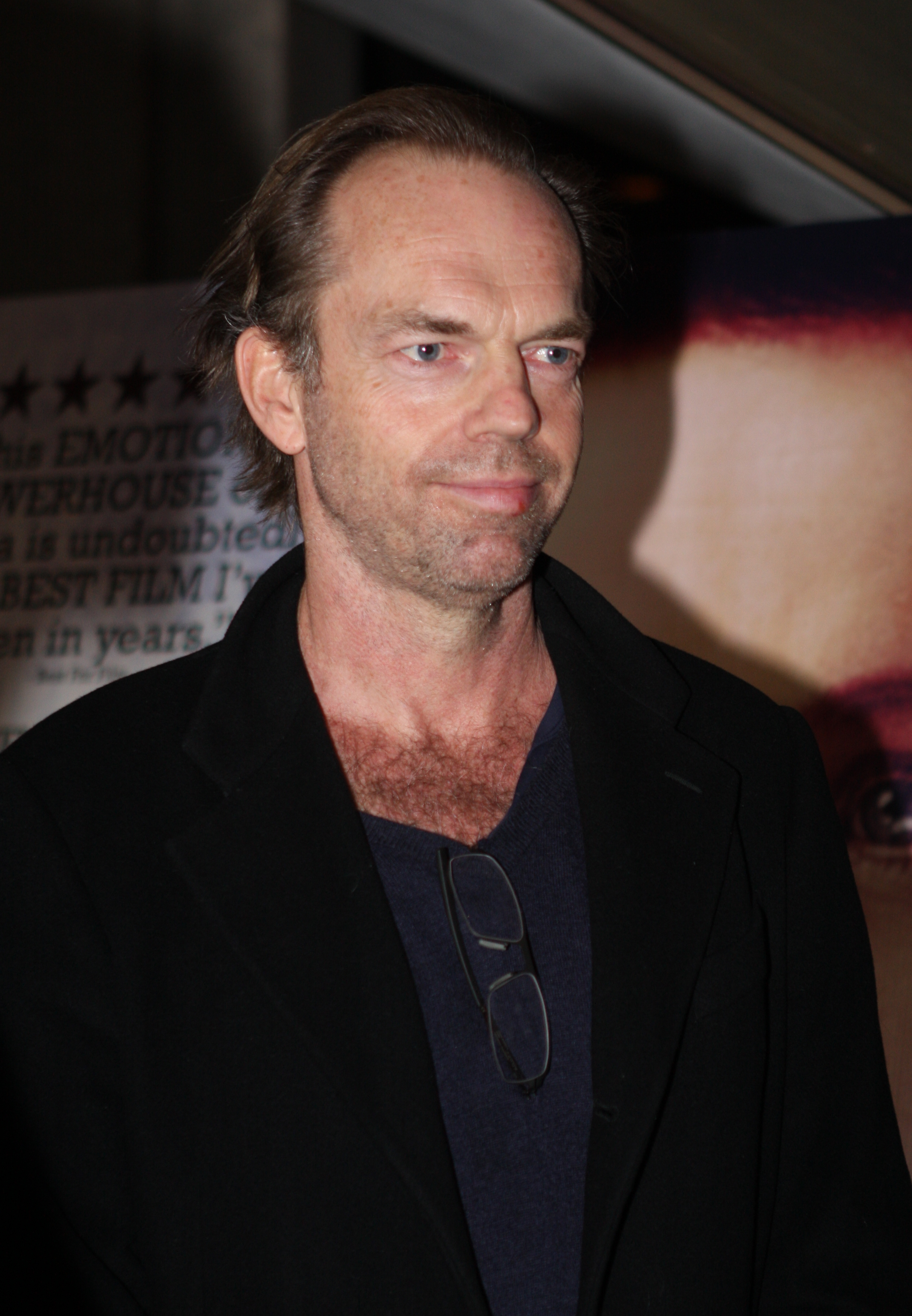
Hugo Weaving (2011)

## Filmografie
- 1980: …Maybe This Time
- 1983: The City’s Edge
- 1984: Bodyline
- 1986: Dakota Harris – Flug durchs Zeitloch (Sky Pirates)
- 1986: For Love Alone
- 1987: Frontier
- 1987: Was vom Leben übrigbleibt (The Right-Hand Man)
- 1988: Melba
- 1988: Dirtwater Dynastie (The Dirtwater Dynasty)
- 1988: Dadah Is Death (Fernsehfilm)
- 1989: Bangkok Hilton
- 1990: Wendy Cracked a Walnut
- 1991: Proof – Der Beweis (Proof)
- 1992: Road to Alice (Kurzfilm)
- 1993: Seven Deadly Sins
- 1993: Robin Hood Junior (Reckless Kelly)
- 1993: Ein schräger Vogel (Frauds)
- 1993: Doppeltes Spiel (The Custodian)
- 1994: Priscilla – Königin der Wüste (The Adventures of Priscilla, Queen of the Desert)
- 1994: Exile
- 1995: Ein Schweinchen namens Babe (Babe, Stimme)
- 1995: What’s Going On, Frank? (Kurzfilm)
- 1995: Bordertown
- 1996: Naked: Stories of Men (Fernsehserie, eine Episode)
- 1996: The Bite
- 1997: True Love and Chaos
- 1998: The Kiss (Kurzfilm)
- 1998: Halifax (Fernsehserie, eine Episode)
- 1998: Das Interview (The Interview)
- 1998: Kreuz und Queer (Bedrooms and Hallways)
- 1998: Schweinchen Babe in der großen Stadt (Babe: Pig in the City, Stimme)
- 1999: True Colours (Kurzfilm)
- 1999: Matrix (The Matrix)
- 1999: Little Echo Lost (Kurzfilm)
- 1999: Strange Planet
- 2000: The Magic Pudding (Stimme)
- 2001: The Old Man Who Read Love Stories
- 2001: Russian Doll
- 2001: Der Herr der Ringe: Die Gefährten (The Lord of the Rings: The Fellowship of the Ring)
- 2002: Der Herr der Ringe: Die zwei Türme (The Lord of the Rings: The Two Towers)
- 2003: Horseplay (Stimme)
- 2003: Matrix Reloaded (The Matrix Reloaded)
- 2003: After the Deluge (Fernsehfilm)
- 2003: Matrix Revolutions (The Matrix Revolutions)
- 2003: Der Herr der Ringe: Die Rückkehr des Königs (The Lord of the Rings: The Return of the King)
- 2004: Everything Goes (Kurzfilm)
- 2004: Peaches
- 2005: Little Fish
- 2005: V wie Vendetta (V for Vendetta)
- 2006: Who Killed Dr Bogle and Mrs Chandler (Dokumentarfilm)
- 2006: Happy Feet (Stimme)
- 2007: The Girl Who Swallowed Bees (Kurzfilm, Stimme)
- 2007: The Rose of Ba Ziz (Kurzfilm, Stimme)
- 2007: Transformers (Stimme)
- 2008: The Tender Hook
- 2009: Last Ride – Manche Fesseln können gelöst werden (Last Ride)
- 2009: Transformers – Die Rache (Transformers: Revenge of the Fallen, Stimme)
- 2010: Wolfman (The Wolfman)
- 2010: Die Legende der Wächter (Legend of the Guardians: The Owls of Ga’Hoole, Stimme)
- 2010: Oranges and Sunshine
- 2010: Rake (Fernsehserie, eine Episode)
- 2010: I, Spry (Fernsehfilm, Stimme)
- 2011: The Key Man
- 2011: Transformers 3 (Transformers: Dark of the Moon, Stimme)
- 2011: Captain America: The First Avenger
- 2011: Happy Feet 2 (Happy Feet Two, Stimme)
- 2012: Cloud Atlas
- 2012: Der Hobbit: Eine unerwartete Reise (The Hobbit: An Unexpected Journey)
- 2013: Mystery Road
- 2013: The Turning
- 2014: The Mule – Nur die inneren Werte zählen (The Mule)
- 2014: Healing
- 2014: Manny Gets Censored (Kurzfilm, Stimme)
- 2014: Der Hobbit: Die Schlacht der Fünf Heere (The Hobbit: The Battle of the Five Armies)
- 2015: Spurlos – Ein Sturm wird kommen (Strangerland)
- 2015: The Dressmaker
- 2016: Hacksaw Ridge – Die Entscheidung (Hacksaw Ridge)
- 2017: Jasper Jones
- 2017: Sieben Seiten der Wahrheit
- 2017: We’re All Going to Die (Kurzfilm, Stimme)
- 2018: Black 47
- 2018: Patrick Melrose
- 2018: Mortal Engines: Krieg der Städte (Mortal Engines)
- 2019: Hearts and Bones
- 2019: Measure for Measure
- 2020: Cinema Quarantine: Das Bad (Kurzfilm)
- 2021: Lone Wolf
- 2021: Mr. Corman (Fernsehserie, eine Episode)
- 2023: The Royal Hotel
- 2023: The Rooster
- 2024: Slow Horses – Ein Fall für Jackson Lamb (Slow Horses, Fernsehserie)

## Auszeichnungen und Nominierungen
- 1991 – Preis des Australian Film Institutes für seine Rolle in Proof – Der Beweis
- 1994 – AFI-Nominierung für seine Darstellung der Drag Queen Mitzi Del Bra in Priscilla – Königin der Wüste
- 1998 – Bester Darsteller des AFI Award (den australischen Oscar) für seine Darstellung in Das Interview
- 1998 – World Film Festival Award Montreal: Bester Darsteller für seine Rolle in Das Interview
- 2005 – zum dritten Mal der AFI Award und Inside Film Award als Bester Darsteller für Little Fish
- 2007 – Constellation Award für die beste männliche Darstellung im Jahr 2006 in einem Science Fiction Film, TV Movie, or Miniseries: V wie Vendetta